# Pachygnatha furcillata
Pachygnatha furcillata är en spindelart som beskrevs av Eugen von Keyserling 1884. Pachygnatha furcillata ingår i släktet Pachygnatha och familjen käkspindlar. Inga underarter finns listade i Catalogue of Life.